# شنا در المپیک تابستانی ۱۹۴۸
شنا یکی از ورزش‌های بازی‌های المپیک تابستانی ۱۹۴۸ بوده که در دو بخش مردان و زنان برگزار شده است.
در مجموع ۲۴۹ شناگر از ۳۴ کشور جهان در این مسابقات شرکت کرده‌اند.

## جدول مدال‌ها
| رتبه           | کشور                      | طلا | نقره | برنز | مجموع |
| -------------- | ------------------------- | --- | ---- | ---- | ----- |
| ۱              | ایالات متحده آمریکا (USA) | ۸   | ۶    | ۱    | ۱۵    |
| ۲              | دانمارک (DEN)             | ۲   | ۲    | ۰    | ۴     |
| ۳              | هلند (NED)                | ۱   | ۰    | ۲    | ۳     |
| ۴              | استرالیا (AUS)            | ۰   | ۲    | ۲    | ۴     |
| ۵              | مجارستان (HUN)            | ۰   | ۱    | ۳    | ۴     |
| ۶              | فرانسه (FRA)              | ۰   | ۰    | ۲    | ۲     |
| ۷              | بریتانیای کبیر (GBR)      | ۰   | ۰    | ۱    | ۱     |
| مجموع (۷ کشور) | مجموع (۷ کشور)            | ۱۱  | ۱۱   | ۱۱   | ۳۳    |

## نتایج

### مردان
| بازی‌ها              | طلا                                                                     | طلا         | نقره                                                                   | نقره    | برنز                                                               | برنز    |
| ۱۰۰ متر آزاد        | ولی ریس · ایالات متحده آمریکا                                           | 57.3 (OR)   | آلان فورد · ایالات متحده آمریکا                                        | ۵۷٫۸    | گزا کاداش · مجارستان                                               | ۵۸٫۱    |
| ۴۰۰ متر آزاد        | بیل اسمیت · ایالات متحده آمریکا                                         | 4:41.0 (OR) | جیمی مک‌لین · ایالات متحده آمریکا                                       | ۴:۴۳٫۴  | جان مارشال · استرالیا                                              | ۴:۴۷٫۷  |
| ۱۵۰۰ متر آزاد       | جیمی مک‌لین · ایالات متحده آمریکا                                        | ۱۹:۱۸٫۵     | جان مارشال · استرالیا                                                  | ۱۹:۳۱٫۳ | دیوردی میترو · مجارستان                                            | ۱۹:۴۳٫۲ |
| ۱۰۰ متر کرال پشت    | آلن استاک · ایالات متحده آمریکا                                         | ۱:۰۶٫۴      | باب کوول · ایالات متحده آمریکا                                         | ۱:۰۶٫۵  | ژرژ والره ژی‌ار · فرانسه                                            | ۱:۰۷٫۸  |
| ۲۰۰ متر قورباغه     | جو وردیر · ایالات متحده آمریکا                                          | 2:39.3 (OR) | کیت کارتر · ایالات متحده آمریکا                                        | ۲:۴۰٫۲  | باب سول · ایالات متحده آمریکا                                      | ۲:۴۳٫۹  |
| ۴ × ۲۰۰ آزاد امدادی | ایالات متحده آمریکا (USA) · ولی ریس · جیمی مک‌لین · والی ولف · بیل اسمیت | 8:46.0 (WR) | مجارستان (HUN) · المیر ساتماری · دیوردی میترو · ایمره نیکی · گزا کاداش | ۸:۴۸٫۴  | فرانسه (FRA) · ژوزف برناردو · رنه کرنو · آنری پادو · الکساندر ژانی | ۹:۰۸٫۰  |

### زنان
| بازی‌ها              | طلا                                                                             | طلا         | نقره                                                                  | نقره   | برنز                                                                                   | برنز   |
| ۱۰۰ متر آزاد        | گرتا اندرسن · دانمارک                                                           | ۱:۰۶٫۳      | آن کورتیز · ایالات متحده آمریکا                                       | ۱:۰۶٫۵ | ماری-لوئیزه لینسن-فسن · هلند                                                           | ۱:۰۷٫۶ |
| ۴۰۰ متر آزاد        | آن کورتیز · ایالات متحده آمریکا                                                 | 5:17.8 (OR) | کارن هاروپ · دانمارک                                                  | ۵:۲۱٫۲ | کاترین گیبسون · بریتانیای کبیر                                                         | ۵:۲۲٫۵ |
| ۱۰۰ متر کرال پشت    | کارن هاروپ · دانمارک                                                            | 1:14.4 (OR) | سوزان زیممن · ایالات متحده آمریکا                                     | ۱:۱۶٫۰ | جودی-جوی دیویس · استرالیا                                                              | ۱:۱۶٫۷ |
| ۲۰۰ متر قورباغه     | نل ون ولیت · هلند                                                               | ۲:۵۷٫۲      | نانسی لاینز · استرالیا                                                | ۲:۵۷٫۷ | اوا نواک-جرارد · مجارستان                                                              | ۳:۰۰٫۲ |
| ۴ × ۱۰۰ آزاد امدادی | ایالات متحده آمریکا (USA) · ماری کوریدون · تلما کالاما · برندا هلزر · آن کورتیز | 4:29.2 (OR) | دانمارک (DEN) · ایوا آنت · کارن هاروپ · گرتا اندرسن · فریتزه کارستنسن | ۴:۲۹٫۶ | هلند (NED) · ایرما هیتینگ-شوماخر · مارخوت مارسمن · ماری-لوئیزه لینسن-فسن · هانی ترمولن | ۴:۳۱٫۶ |